# Xã Courtland, Michigan
Xã Courtland (tiếng Anh: Courtland Township) là một xã thuộc quận Kent, tiểu bang Michigan, Hoa Kỳ. Năm 2010, dân số của xã này là 7.678 người.